# Schloss Pyrmont

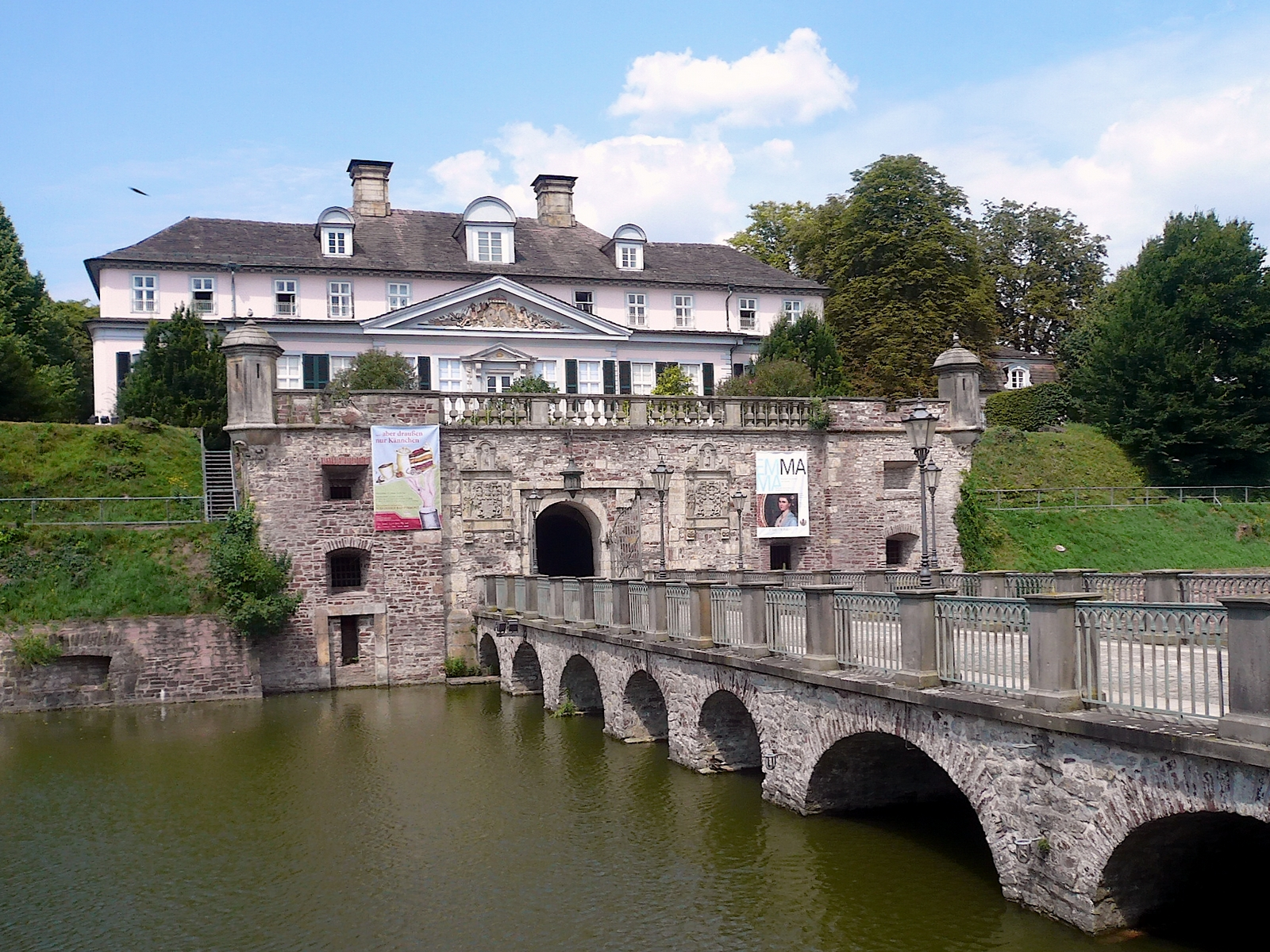
Brücke zur Festungsinsel und zum Schloss über den Wassergraben

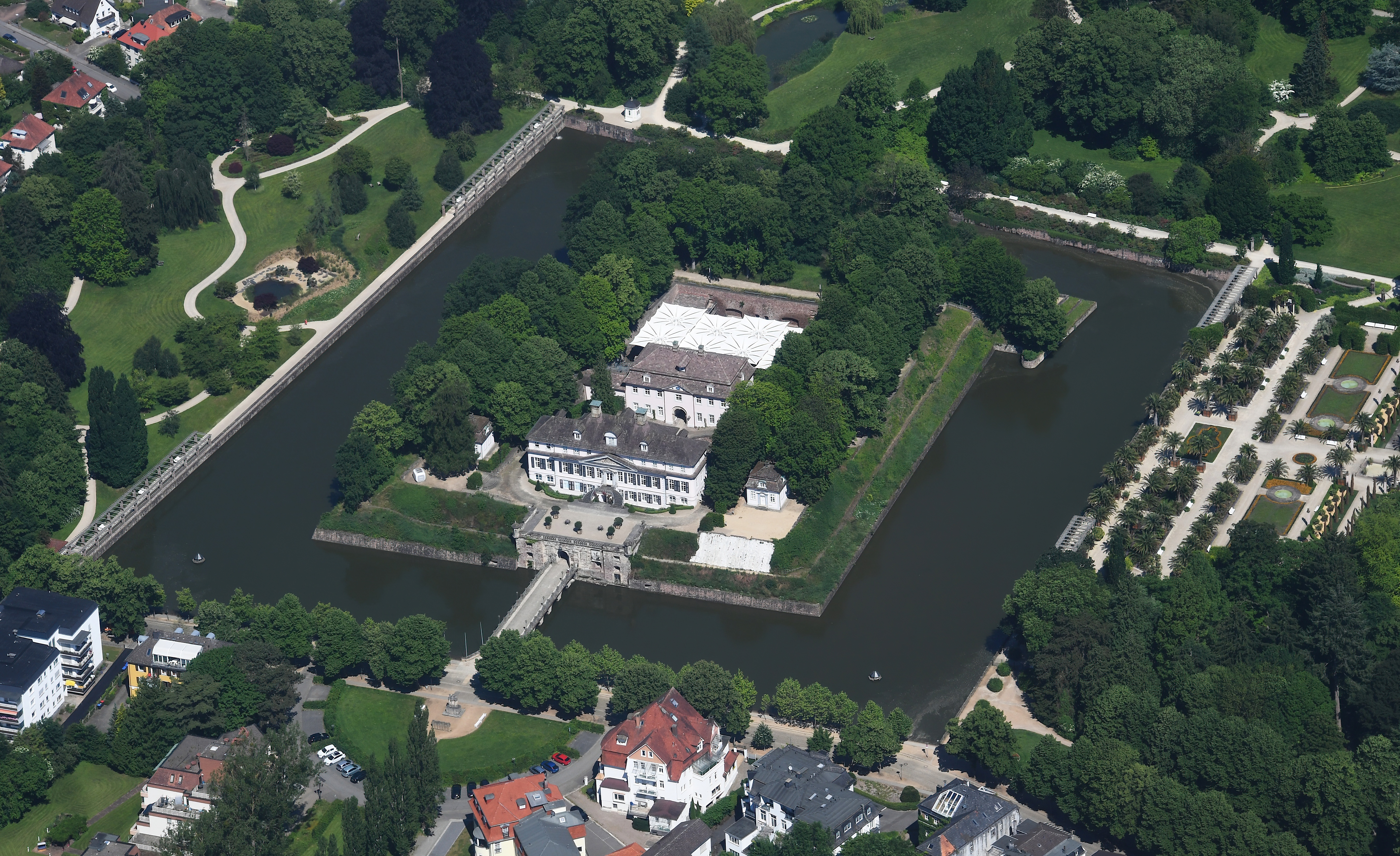
Luftaufnahme

Das Schloss Pyrmont stammt aus dem 18. Jahrhundert und war die Sommerresidenz der Grafen von Waldeck-Pyrmont. Es befindet sich auf der früheren Festungsinsel in Bad Pyrmont und war zeitweise Residenz der Grafen von Spiegelberg, der Herren zur Lippe und der Grafen von Gleichen-Tonna. Nach einer Sanierung des Schlosses in den 1980er Jahren beherbergt es ein Museum. Außerdem wird die Beletage für Veranstaltungen genutzt.

## Geschichte

### Festung und Renaissanceschloss

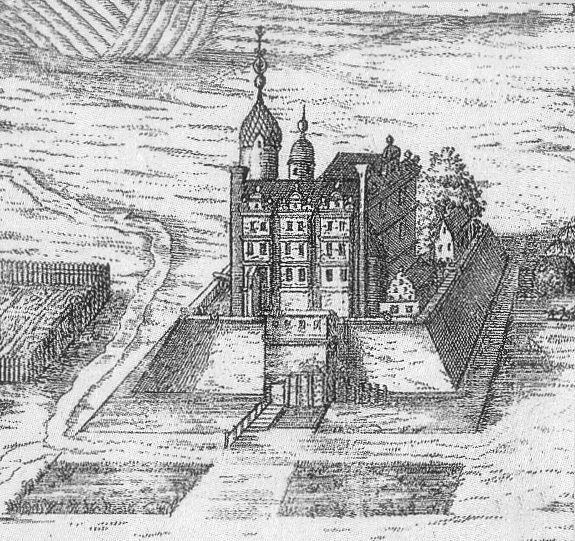
Festung und Renaissanceschloss als Darstellung vor dem Dreißigjährigen Krieg

Graf Friedrich VI. von Spiegelberg, der seit 1525 Landesherr der Grafschaft Pyrmont war, erbaute zwischen 1526 und 1536 im Tal von Pyrmont eine Festungsanlage mit einem darauf befindlichen Wohngebäude. Schon im Jahr 1512 hatte er den Stammsitz der Grafen von Spiegelberg in Coppenbrügge zu einer zeitgemäßen Festungsanlage nach italienischem Vorbild umbauen lassen. Die dabei gewonnenen Erfahrungen nutzte er, um auch in Pyrmont eine Festungsanlage zu errichten. Die fast quadratische Anlage umfasste viereinhalb Hektar und wurde mit einem 30 bis 40 Meter breiten Wassergraben, einer Graft, umgeben. Die Erdmassen, die beim Ausheben der Graft anfielen, wurden zur Errichtung des Schlosswalls mit darin eingearbeiteten Kasematten aufgeschüttet. Im Norden, dort, wo die Festung am anfälligsten für Angriffe war, errichtete man eine kleine steinerne Eckbastion. Der Eingang zur Festung war nur über eine hölzerne Zugbrücke zu erreichen und der Eingangstunnel wurde, zum Schutz vor feindlichen Geschossen, in Zickzack-Form angelegt.
Nach der Fertigstellung zog Graf Friedrich VI. in das Wohngebäude ein. Nach seinem Tod riss sein Sohn, Philipp von Spiegelberg, das Wohngebäude 1557 wieder ab und errichtete an dessen Stelle ein Schloss im Stil der Weserrenaissance, ähnlich der Bauart der Hämelschenburg. Vor der Vollendung starb Philipp in der Schlacht bei St. Quentin 1557 und mit ihm erlosch die männliche Linie des Hauses Spiegelberg. Die Fertigstellung des Schlosses übernahm nach langen Verhandlungen mit dem Bistum Paderborn Hermann Simon zur Lippe, der Ehemann von Philipps Schwester.
Nachdem auch das Haus zur Lippe in Pyrmont ausgestorben war, nahm Philipps letzte Schwester Walburga von Gleichen-Tonna das Schloss für sich und ihre Söhne in Besitz. Dadurch flammte der Erbstreit mit dem Bistum Paderborn erneut auf. Als die Gräfin die Herausgabe der Grafschaft verweigerte, belagerte das Bistum Paderborn die Grafschaft und das Schloss. Nach einem halben Jahr wurden die Angriffe eingestellt. Die Gräfin durfte die Grafschaft und die Festungsanlage behalten. 1625 vererbte Graf Hans Ludwig von Gleichen die Grafschaft an die Grafen von Waldeck. Während des Dreißigjährigen Krieges lebte der Erbstreit zwischen dem Bistum Paderborn und den Grafen von Waldeck erneut auf. Im Jahr 1629 schickte das Bistum Paderborn Truppen in die Grafschaft, um sie einzunehmen. Bis Ende Juli gelang es ihnen die Einnahme der Grafschaft, allerdings ohne die Festungsanlage zu erobern. Ab November 1629 wurde die Festungsanlage fast 10 Monate lang belagert. Kurz vor der friedlichen Übergabe der Festung an Paderborn, mischte sich General Gottfried Heinrich Pappenheim ein und übernahm die Festung für die kaiserlichen Truppen. Drei Jahre später wurde die Festung 1633 von schwedischen Truppen belagert und erobert. 1636 wurde die Festung wieder den kaiserlichen Truppen übergeben. Ein letzter Herrschaftswechsel erfolgte 1646, als wieder schwedische Truppen die Festung belagerten und eroberten. Sie gaben die Grafschaft und Festungsanlage 1649 an die Waldecker Grafen zurück.

### Das Barockschloss

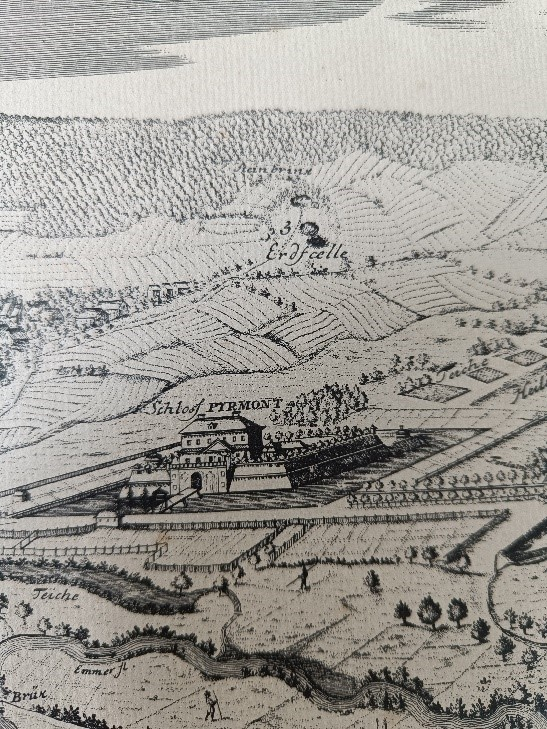
Ansicht des Barockschlosses um 1750

Nach den ständigen Belagerungen und Eroberungen im Dreißigjährigen Krieg war die Festung und das sich darauf befindende Schloss stark beschädigt. Deshalb und weil der alte Renaissancebau nicht mehr repräsentativ war, ließ Graf Friedrich Anton Ulrich von Waldeck, der 1712 in den erblichen Fürstenstand erhoben wurde, das alte Schloss abreißen. Ab 1706 entstand auf dem Sockelgeschoss ein neues Schloss im Stil des Barocks. Er wurde 1710 fertig gestellt. Viel spricht dafür, dass Anton Ulrich sich dabei Unterstützung des am Braunschweiger Hof tätigen Architekten und Baumeisters Hermann Korb geholt hat. Die beiden hatten sich während ihrer Ausbildung an der Ritterakademie in Wolfenbüttel kennengelernt. Hermann Korb übernahm bei der Umsetzung des Schlosses nicht nur das Sockelgeschoss, sondern auch Teile des Mauerwerks des Renaissanceschlosses. Darauf ließ er ein Untergeschoss und zwei weitere Stockwerke errichten. Er konstruierte das Schloss so, dass sich das erste Obergeschoss fast auf gleicher Höhe mit dem Wall, der zu einer Terrasse ausgebaut worden war, befand. Innen gab es auf beiden Hauptetagen einen Großen Saal, mit zwei annähernd quadratischen Nebensälen. Die Stuckaturen und die Fresken der zweiten Etage, der Beletage, stammen von dem Künstler Giacomo Perinetti. Das Obergeschoss, das ein wenig zurückgesetzt gebaut wurde, beherbergte Gast- und Diensträume.
1720 wurde der hessische Landesbaumeister Julius Ludwig Rothweil zum Baudirektor des gesamten Bauwesens des Fürstentums Waldeck berufen. Er plante den neuen Familiensitz der Fürsten in Arolsen. Wie seine Vorgänger auch, erkannte Graf Friedrich Anton Ulrich von Waldeck das Potenzial und den Wert der Heilquellen und ließ Rottweil einen Masterplan für das Kurbad entwickeln. Im Zusammenhang mit der Planung der Neustadt Pyrmont entwickelte er auch einige Alternativen zur Erweiterung der Schlossanlage, da die höfischen Ansprüche inzwischen gestiegen waren. 1721 begannen die Bauarbeiten zur Überarbeitung. Dabei wurden vor allem die in die Jahre gekommenen Festungsanlagen saniert und ausgebaut. Außerdem wurde die Beletage durch eine Freitreppe mit der Terrasse verbunden. An den Südecken des Walls entstanden 1723 Kavaliershäuser und in der Mitte des Hofes entstand das Kommandantenhaus. Rechts und links davon wurden zur Terrasse führende Rampen angelegt. 1726 entstand noch ein Magazingebäude im Nordhof, das aber kurz nach der Fertigstellung abbrannte. 1729 kamen die Alleen auf den Schlosswällen hinzu.
Eine weitere Erweiterungsphase erfolgte 1765. Franz Friedrich Rottweil, Julius Ludwig Rottweils Sohn, erweiterte das Schlossgebäude an den Seiten. Die Beletage wurden an beiden Seiten durch jeweils einen Saal erweitert, die die offenen Gartenräume überdeckten. Die Dekorationen der neuen Räume stammten von Johann Matthias Kitz und dem Hofbildhauer Friedrich Valentin. Der östliche Saal wurde wahrscheinlich von Kitz begonnen und von Valentin vollendet. Ausgestattet wurde der Raum mit Gemälden von Johann Heinrich Wilhelm und Johann Friedrich August Tischbein. Die vorhandenen Räume der Beletage erhielten in diesem Zuge eine erste Renovierung, wobei allerdings die ursprünglichen Deckengemälde übermalt und damit teilweise zerstört wurden. Im Zeitraum 1852 bis 1855 kam es zu einer letzten Erweiterung des Schlosses, als die Personaletage über der Beletage erweitert wurde.

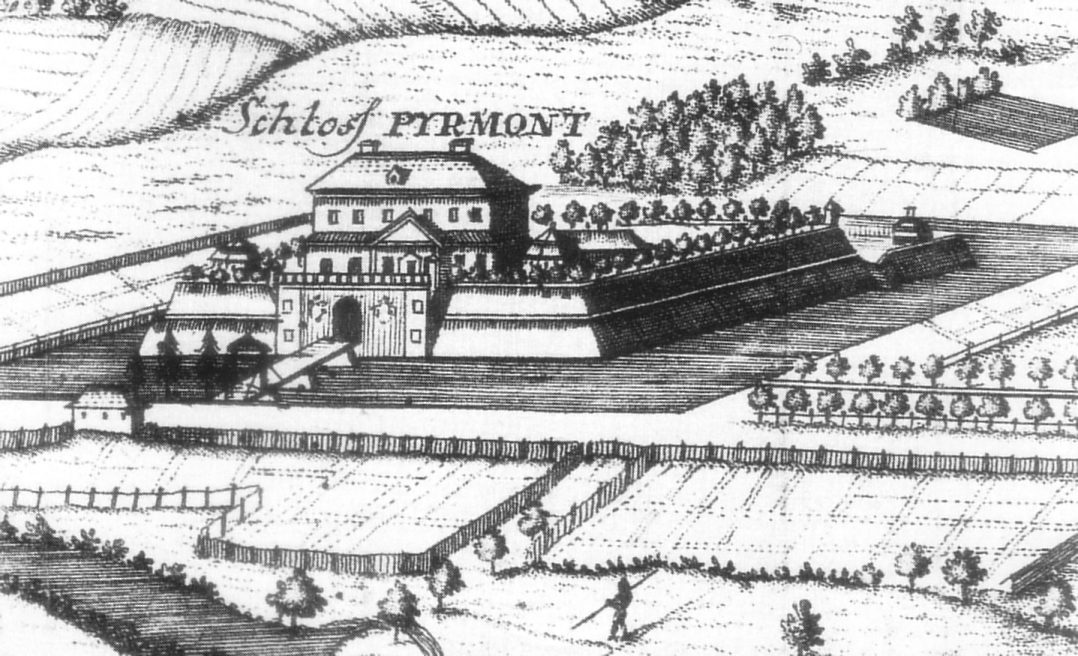
Schloss Pyrmont, 1790
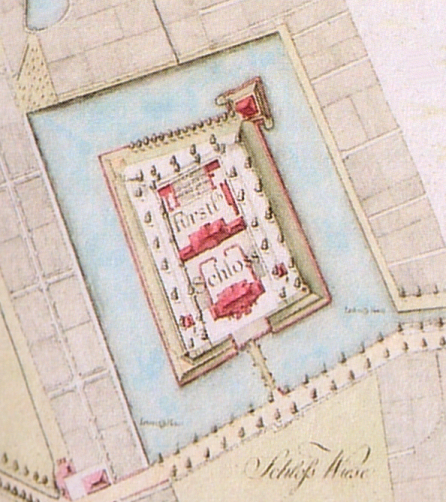
Lageplan des Schlosses, 1790
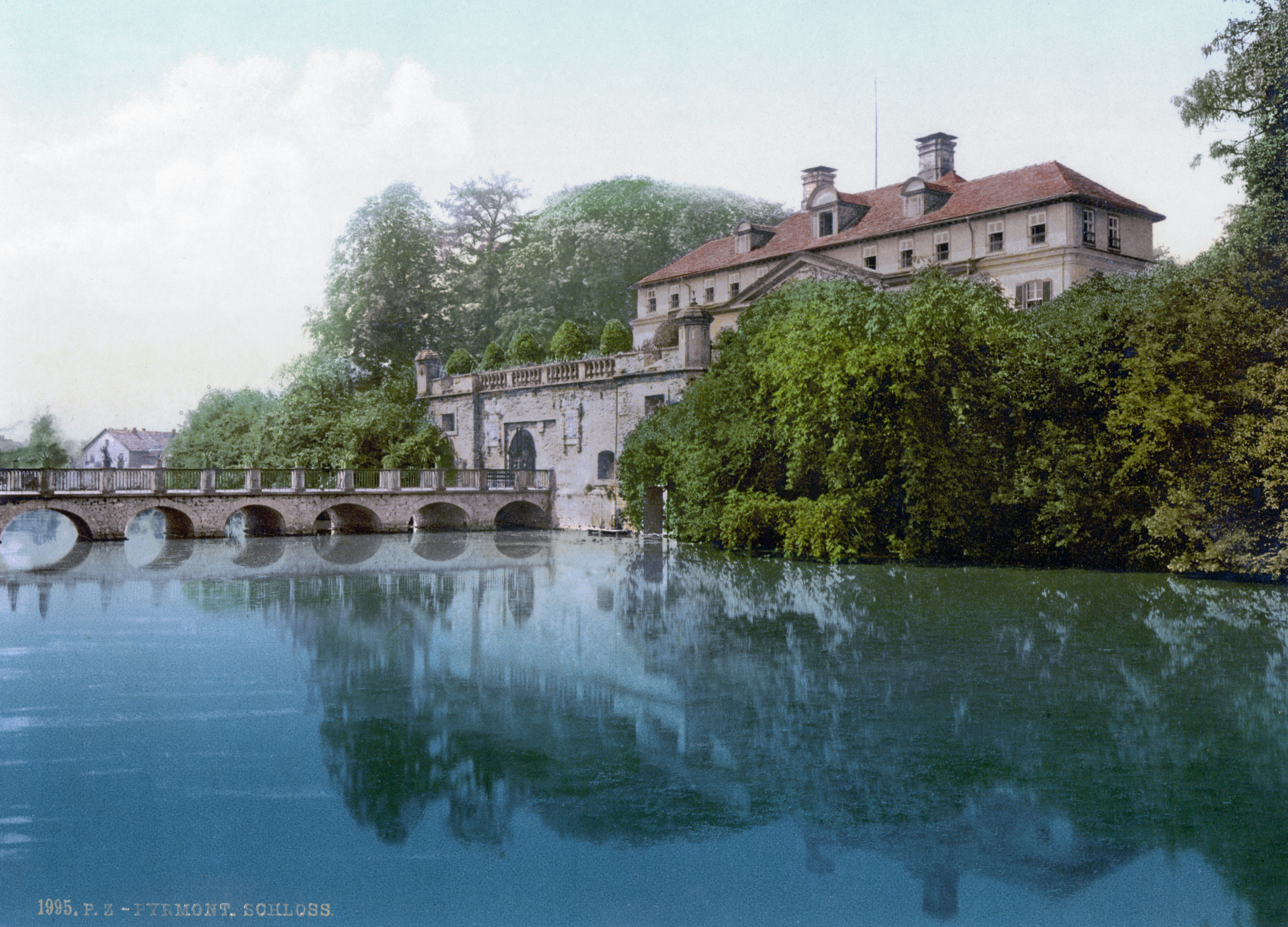
Das Schloss um 1900

### 20. und 21. Jahrhundert
Ursprünglich war das Schloss die Sommerresidenz der Fürsten von Waldeck. Während des Zweiten Weltkrieges diente es verschiedenen Zwecken. Unter anderem wurde es von den Gauleitern Kurt Schmalz und Hartmann Lauterbacher als Wochenendresidenz und später als Erholungsort genutzt. In der letzten Kriegsphase war es ein Lazarett. Nach Kriegsende  wurde es ab September 1945 vom britischen Roten Kreuz genutzt. Ab 1947 stellten die Briten die Räume des Schlosses für die Unterbringung einer Landesversehrtenfachschule zur Verfügung.
1956 erwarb das Land Niedersachsen die Liegenschaft und sanierte die gesamte Schlossinsel. In der Beletage wurden Lese-, Schreib- und Spielräume eingerichtet. Ab dem Jahr 1978 wurde das Schloss und die gesamte Festungsanlage erneut saniert und restauriert. Als erstes erfolgte von 1978 bis 1980 eine Dach- und Fassadensanierung. 1984 folgte die Sanierung des Schlossinneren. Im Schloss wurde ein Fahrstuhl eingebaut und die Treppe erneuert. In der ersten Etage wurde ein Museum eingerichtet. In der Beletage versuchte man den ursprünglichen Zustand, wie zur Errichtung des Schlosses, wiederherzustellen. Außerdem wurden die Sanitär-, Heizungs- und Elektroanlagen in allen Bereichen erneuert. Auch die gesamte Festungsinsel mit ihren Gebäuden erlebten in dieser Zeit umfangreiche Renovierungsarbeiten.
Heute ist die Schlossinsel eine Kulturinsel. In der ersten Etage des Schlosses befindet sich das Museum, das die Entwicklung des Kur- und Badeortes Pyrmont beschreibt. Die Dauerausstellung wurde 2015 neugestaltet. In der Beletage finden neben regelmäßigen Sonderausstellungen des Museums verschiedene Veranstaltungen, wie Vorträge, Empfänge, Sitzungen und Konzerte statt. Außerdem sind im Tischbeinsaal der Beletage standesamtliche Trauungen möglich. In den Schlosshöfen finden in den Sommermonaten regelmäßig Open-Air-Veranstaltungen statt. Im westlichen Kavaliershaus befindet sich das „Kaffeehaus im Schloss“, das in den Sommermonaten geöffnet ist.

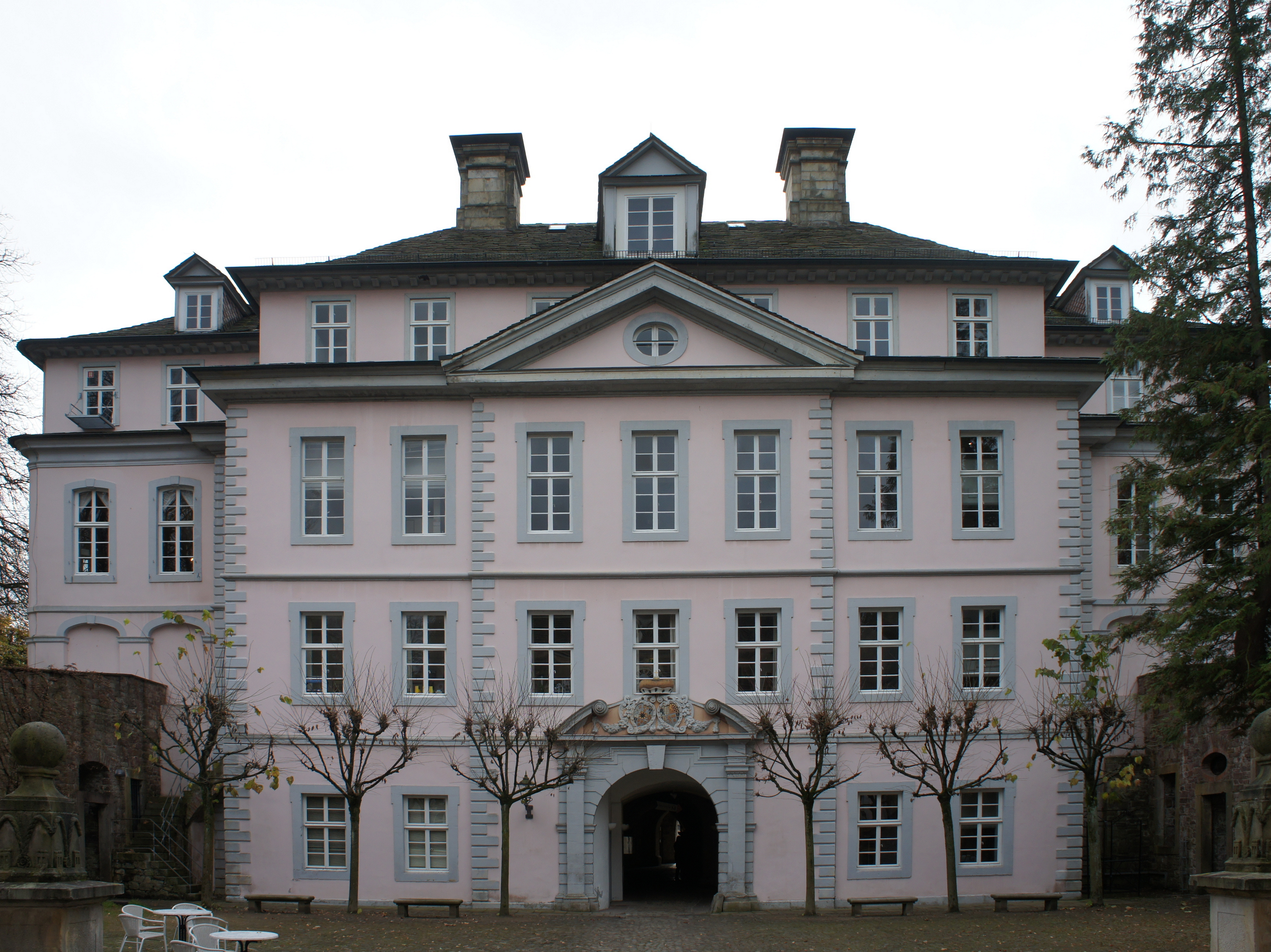
Rückseite des Schlosses
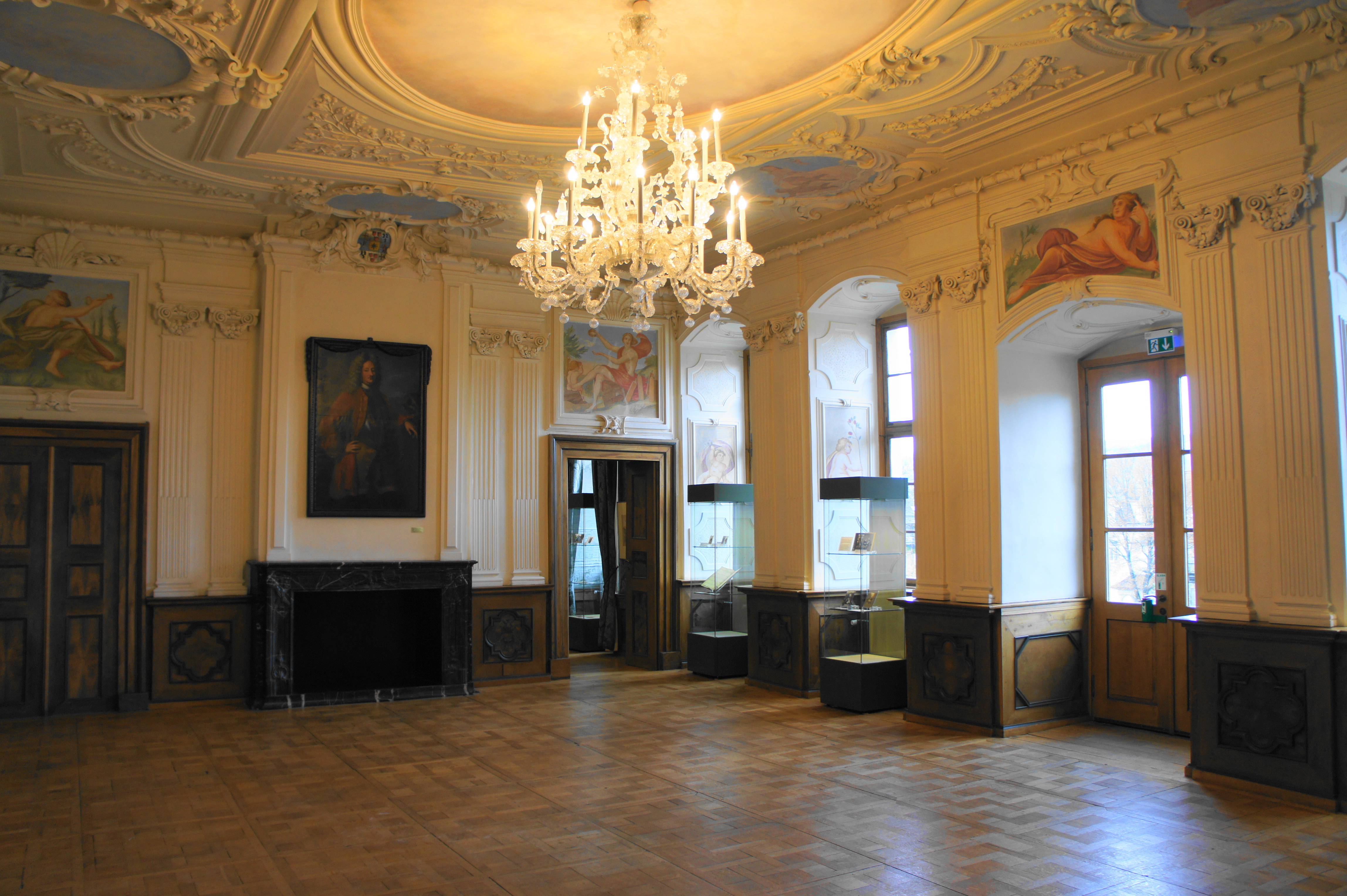
Innenraum des Schlosses
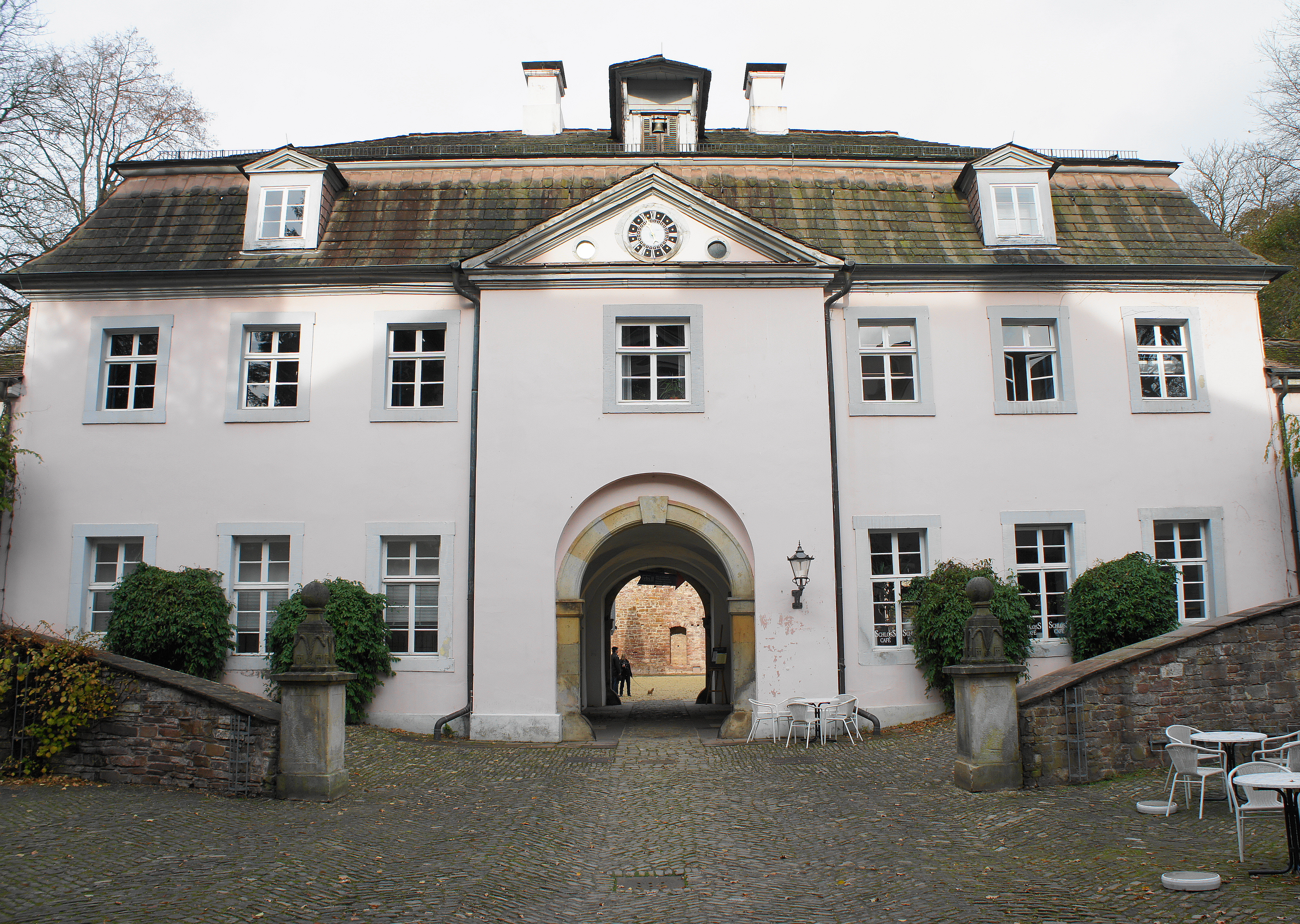
Kommandantenhaus
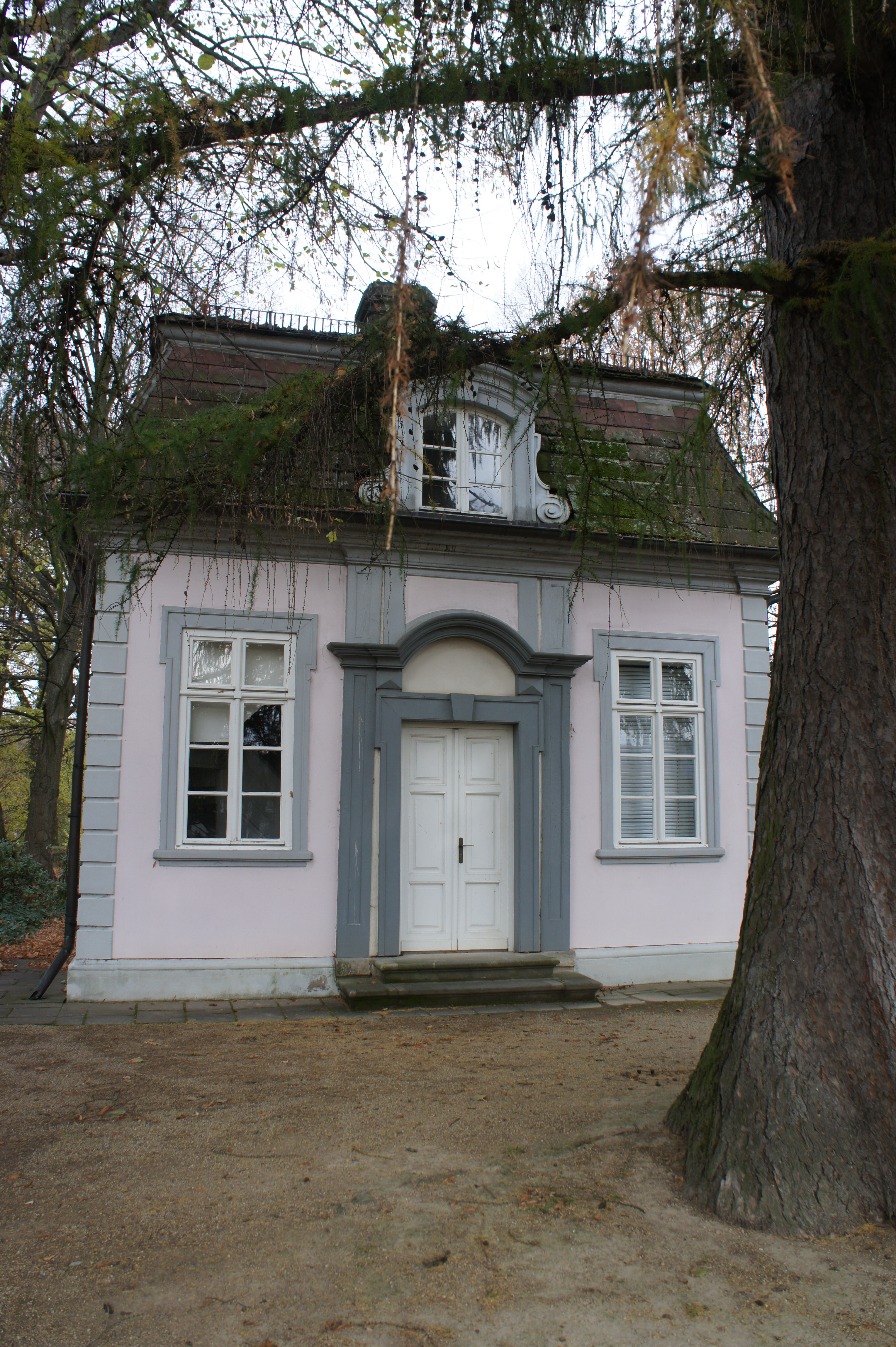
Kavalierhaus
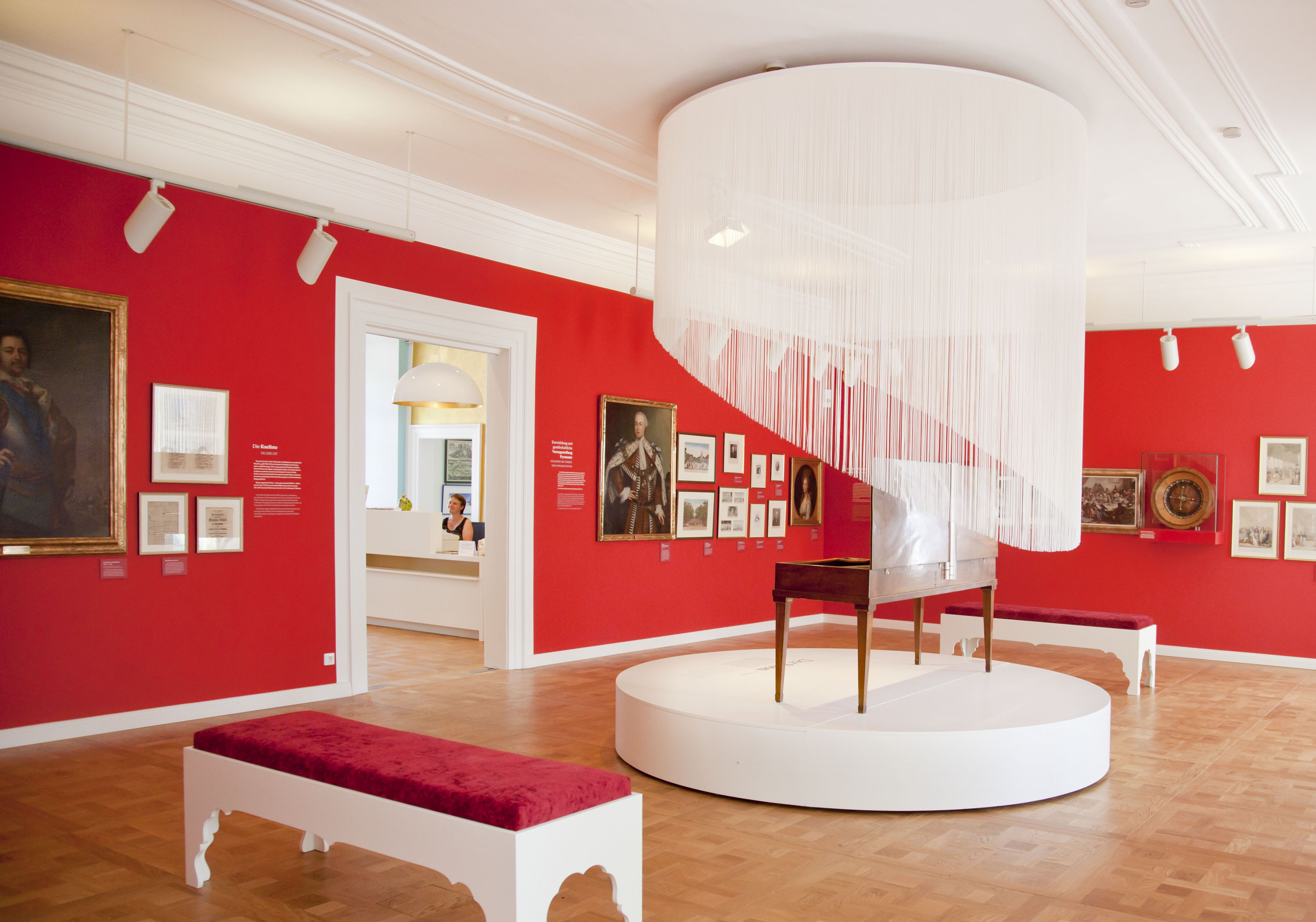
Die Dauerausstellung des Museums im Schloss Bad Pyrmont